# U-610 (tàu ngầm Đức)
U-610 là một tàu ngầm tấn công  Lớp Type VII thuộc phân lớp Type VIIC được Hải quân Đức Quốc Xã chế tạo trong Chiến tranh Thế giới thứ hai. Nhập biên chế năm 1942, nó đã thực hiện được bốn chuyến tuần tra, đánh chìm được bốn tàu buôn với tổng tải trọng 21.273 GRT, đồng thời gây hư hại cho một chiếc khác tải trọng 9.551 GRT. Trong chuyến tuần tra cuối cùng, U-610 bị một thủy phi cơ Short Sunderland của Không quân Hoàng gia Canada thả mìn sâu đánh chìm trong Đại Tây Dương vào ngày 8 tháng 10, 1943. 

## Thiết kế và chế tạo

### Thiết kế

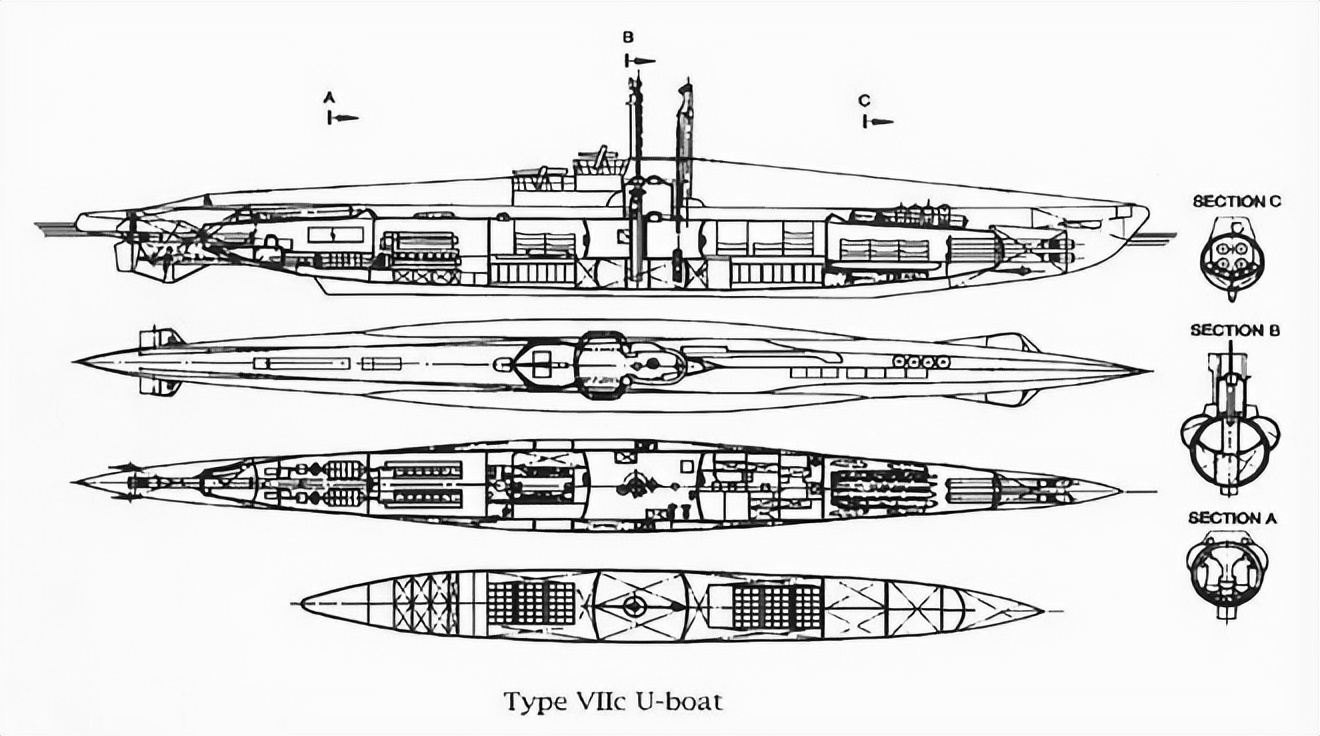
Sơ đồ các mặt cắt một tàu ngầm Type VIIC

Phân lớp VIIC của Tàu ngầm Type VII là một phiên bản VIIB được kéo dài thêm. Chúng có trọng lượng choán nước 769 t (757 tấn Anh) khi nổi và 871 t (857 tấn Anh) khi lặn). Con tàu có chiều dài chung 67,10 m (220 ft 2 in), lớp vỏ trong chịu áp lực dài 50,50 m (165 ft 8 in), mạn tàu rộng 6,20 m (20 ft 4 in), chiều cao 9,60 m (31 ft 6 in) và mớn nước 4,74 m (15 ft 7 in).
Chúng trang bị hai động cơ diesel Germaniawerft F46 siêu tăng áp 6-xy lanh 4 thì, tổng công suất 2.800–3.200 PS (2.100–2.400 kW; 2.800–3.200 bhp), dẫn động hai trục chân vịt đường kính 1,23 m (4,0 ft), cho phép đạt tốc độ tối đa 17,7 kn (32,8 km/h), và tầm hoạt động tối đa 8.500 nmi (15.700 km) khi đi tốc độ đường trường 10 kn (19 km/h). Khi đi ngầm dưới nước, chúng sử dụng hai động cơ/máy phát điện Garbe, Lahmeyer & Co. RP 137/c  tổng công suất 750 PS (550 kW; 740 shp). Tốc độ tối đa khi lặn là 7,6 kn (14,1 km/h), và tầm hoạt động 80 nmi (150 km) ở tốc độ 4 kn (7,4 km/h). Con tàu có khả năng lặn sâu đến 230 m (750 ft).
Vũ khí trang bị có năm ống phóng ngư lôi 53,3 cm (21 in), bao gồm bốn ống trước mũi và một ống phía đuôi, và mang theo tổng cộng 14 quả ngư lôi, hoặc tối đa 22 quả thủy lôi TMA, hoặc 33 quả TMB. Tàu ngầm Type VIIC bố trí một hải pháo 8,8 cm SK C/35 cùng một pháo phòng không 2 cm (0,79 in) trên boong tàu. Thủy thủ đoàn bao gồm 4 sĩ quan và 40-56 thủy thủ.

### Chế tạo
U-610 được đặt hàng vào ngày 22 tháng 5, 1940, và được đặt lườn tại xưởng tàu của hãng Blohm & Voss ở Hamburg vào ngày 5 tháng 4, 1941. Nó được hạ thủy vào ngày 24 tháng 12, 1941, và nhập biên chế cùng Hải quân Đức Quốc Xã vào ngày 19 tháng 2, 1942 dưới quyền chỉ huy của Hạm trưởng, Đại úy Hải quân Walter Freiherr von Freyberg-Eisenberg-Allmendingen.

## Lịch sử hoạt động

### 1942
Sau khi hoàn tất việc huấn luyện trong thành phần Chi hạm đội U-boat 5, U-610 được điều sang Chi hạm đội U-boat 6 từ ngày 1 tháng 10, 1942 để hoạt động trên tuyến đầu cho đến khi bị mất.

#### Chuyến tuần tra thứ nhất
U-610 khởi hành từ cảng Kiel, Đức vào ngày 12 tháng 9, 1942 cho chuyến tuần tra đầu tiên trong chiến tranh. Nó tiến ra Bắc Hải, rồi băng qua eo biển Đan Mạch giữa Greenland và Iceland để vòng qua quần đảo Anh và hoạt động tại khu vực Bắc Đại Tây Dương về phía Tây Ireland (Khu vực Tiếp cận phía Tây). Tại đây vào ngày 29 tháng 9, nó đã tấn công và đánh chìm chiếc tàu buôn Anh Lifland 2.254 GRT, vốn bị tụt lại phía sau Đoàn tàu SC-101, ở vị trí khoảng 380 nmi (700 km) về phía Tây Rockall. Đến ngày 19 tháng 10, nó tiếp tục đánh chìm chiếc tàu buôn Hoa Kỳ Steel Navigator 5.718 GRT, vốn bị tách rời khỏi Đoàn tau ON-137. Chiếc tàu ngầm kết thúc chuyến tuần tra và đi đến căn cứ St. Nazaire bên bờ Đại Tây Dương của Pháp đã bị Đức chiếm đóng, đến nơi vào ngày 31 tháng 10. St. Nazaire trở thành căn cứ hoạt động chính của chiếc tàu ngầm cho đến khi nó bị mất.

### 1943

#### Chuyến tuần tra thứ tư – Bị mất
U-610 khởi hành từ cảng St. Nazaire vào ngày 12 tháng 9 cho chuyến tuần tra thứ tư, cũng là chuyến cuối cùng, để hoạt động tại vùng biển về phía Tây Nam Iceland. Tại đây vào ngày 8 tháng 10, nó bị một thủy phi cơ Short Sunderland thuộc Liên đội 423 Không quân Hoàng gia Canada thả mìn sâu đánh chìm tại tọa độ 55°45′B 24°33′T / 55,75°B 24,55°T. Toàn bộ 51 thành viên thủy thủ đoàn của U-610 đều đã tử trận.

### "Bầy sói" tham gia
U-610 từng tham gia chín bầy sói:
- Luchs (27 tháng 9 – 6 tháng 10, 1942)
- Panther (6 – 20 tháng 10, 1942)
- Draufgänger (29 tháng 11 – 11 tháng 12, 1942)
- Ungestüm (11 – 13 tháng 12, 1942)
- Raufbold (13 – 18 tháng 12, 1942)
- Dränger (14 – 20 tháng 3, 1943)
- Seeteufel (23 – 30 tháng 3, 1943)
- Meise (11 – 27 tháng 4, 1943)
- Rossbach (24 tháng 9, – 8 tháng 10, 1943)

### Tóm tắt chiến công
U-610 đã đánh chìm được bốn tàu buôn tổng tải trọng 21.273 GRT, đồng thời gây hư hại cho một chiếc khác tải trọng 9.551 GRT:
| Ngày              | Tên tàu             | Quốc tịch      | Tải trọng | Số phận      |
| ----------------- | ------------------- | -------------- | --------- | ------------ |
| 29 tháng 9, 1942  | Lifland             | United Kingdom | 2.254     | Bị đánh chìm |
| 19 tháng 10, 1942 | Steel Navigator     | United States  | 5.718     | Bị đánh chìm |
| 16 tháng 12, 1942 | Bello               | Norway         | 6.125     | Bị đánh chìm |
| 16 tháng 12, 1942 | Regent Lion         | United Kingdom | 9.551     | Bị hư hại    |
| 29 tháng 3, 1943  | William Pierce Frye | United States  | 7.176     | Bị đánh chìm |